# Свеаборг

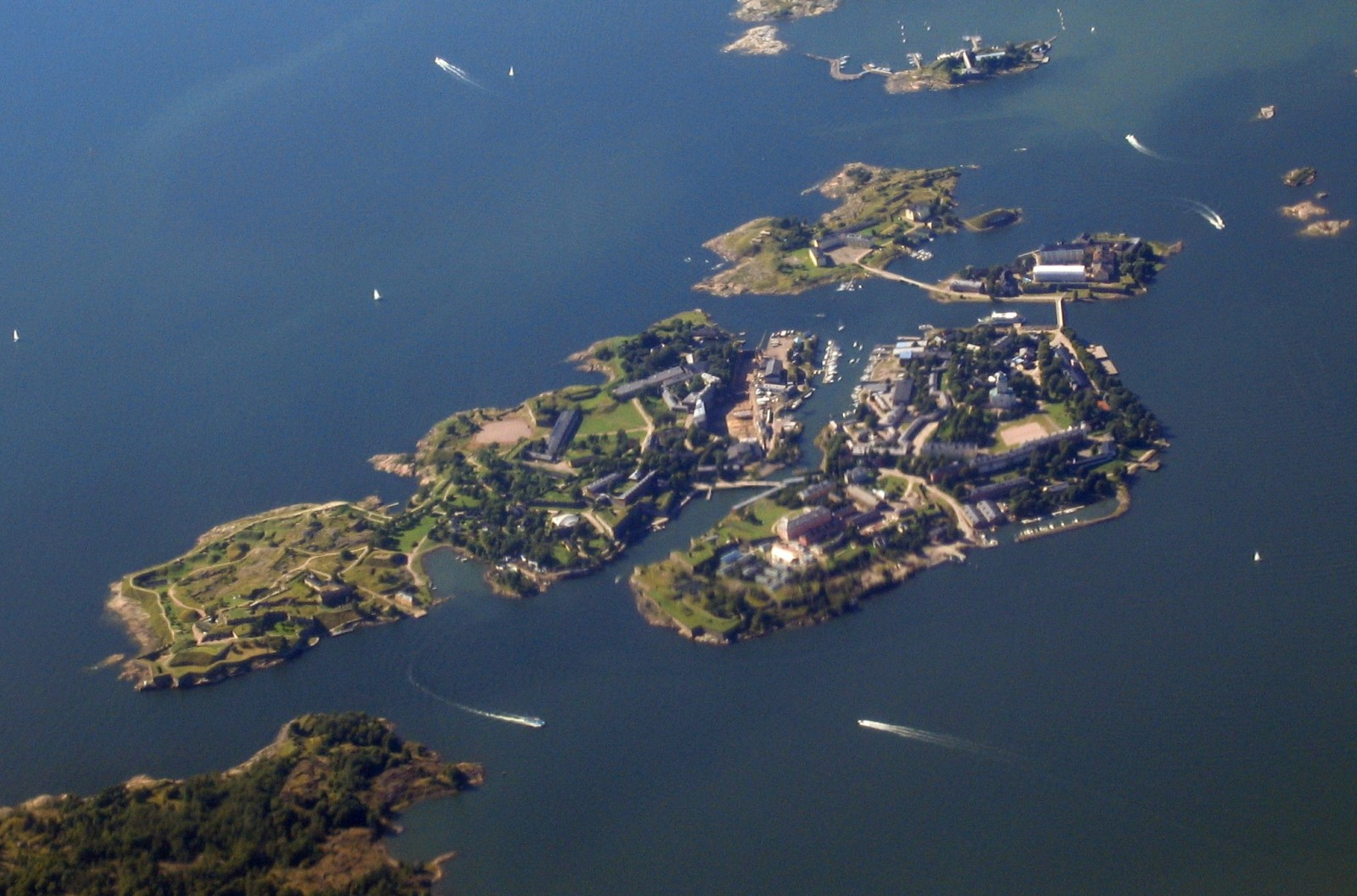
Свеаборг з повітря

Мапа Суоменлінна на початок ХХІ сторіччя

Фортеця Свеаборг (швед. Sveaborg — «Шведська фортеця») або Суоменлінна (фін. Suomenlinna — «Фінська фортеця») — бастіонна система укріплень на островах поблизу столиці Фінляндії Гельсінкі. Адміністративно-територіальний район міста Гельсінкі. З XVIII по XX століття зміцнення захищали Гельсінгфорс з моря.

## Вовчі шхери
Укріплення фортеці побудовано на 7 скелястих островах, складових «Вовчих шхер» (фін. Susisaaret, швед. Vargskär).
У район Суоменлінна входять вісім островів. П'ять з них: Кустаанміекка, Ісо-Мустасаарі, Пікк-Мустасаарі, Лянсі-Мустасаарі і Сусісаарі з'єднані між собою мостами або косами. Три острови відособлені: Сярккя, Лонна і Порместарінлуодот.
Кустаанмієкка — найпівденніший з п'яти пов'язаних островів. Він пов'язаний із Сусісаарі вузьким перешийком, по якому проходить оборонний вал і, щиро кажучи, є півостровом. На південному краю знаходяться бастіони з гарматами і Королівські ворота. У центрі острова в скелястій породі є кілька невеликих водойм. Острів Сусісаарі розташований в центрі фортеці між Кустаанміекка і Ісо Мустасаарі. На острові безліч бастіонів, музеї митниці, підводного човна і Еренсверда. Острів відокремлюється від Ісо Мустасаарі вузькою протокою через яку перекинуто дерев'яний міст. Ісо Мустасаарі — найщільніше забудований, центр гарнізону, розташований на північному сході. Тут розміщується церква, музей фортеці, музей ляльок і головна пристань. Лянсі-Мустасаарі і Пікк Мустасаарі розташовані на північному заході, вони з'єднуються мостом, а Пікк Мустасаарі з'єднаний мостом з Ісо Мустасаарі.
Загальна площа островів складає 80 гектарів. На них проживає близько 900 чоловік.

## Назва
Після побудови фортеця отримала шведську назву Sveaborg («Шведська фортеця»). У фінській мові за нею закріпилася аналогічна за змістом назва Viapori, яке походить від шведського найменування. В українську же через транслітерацію зі шведської увійшла назва Свеаборг.
У 1863 році фінська мова стала, нарівні зі шведською, офіційною мовою Великого князівства Фінляндського.
У 1918 році, через рік після проголошення незалежності Фінляндії, фінська назва Viapori («Шведська фортеця») була змінена на Suomenlinna («Фінська фортеця»). Це сталося 6 грудня 1918 року, коли виповнилося рівно 170 років з дня початку будівництва фортеці. При цьому на шведській мові, яка зберегла у незалежній Фінляндії статус другої державної мови, залишилася назва Sveaborg.

## Історія

### У складі шведської держави
Рішення про зміцнення Вовчих шхер було прийнято шведським урядом після закінчення Російсько-шведської війни 1741—1743 років та укладення Абоського трактату (1743).
У 1746 (1747) керувати фортифікаційними роботами з метою зміцнення російсько-шведської кордону було доручено 36-річному майору Августину Еренсверду, за сприянням архітектора Тунберга.
Крім того, у 1756 році за ініціативою Еренсверда було реорганізовано шведський галерний флот, який отримав тепер назву армійського. Його головною базою став новозведенний Свеаборг. У цьому ж році Еренсверду було надано звання генерал-майор.
У 1748—1758 роках було споруджено сьогоденну Кустаанмієкка (Густавссверд). Усі роботи закінчені у 1770 році і обійшлися в 25 млн риксдалерів.
У 1808 році під час Російсько-шведської війни фортеця була обложена росіянами і здана після нетривалої облоги. Свеаборг здався 26 квітня. У руки переможців дісталося 7,5 тисячі полонених, понад 2 тисяч гармат, величезні запаси всякого роду і 110 військових суден.

### Велике князівство Фінляндське
У 1809 році Фінляндія стала частиною Російської імперії (Фредріксгамнський мирний договір) і Свеаборг став російської фортецею, зберігши колишню назву.
У 1855 році під час Кримської війни Свеаборг зазнав бомбардування з боку англо-французького флоту. 28 липня (9 серпня) 1855 року ворожий флот, який підійшов до Свеаборгу, діяв у складі 10 лінійних кораблів, семи парусних фрегатів, семи парових фрегатів, двох корветів, одного брига, чотирьох судів «особливої конструкції», 16 бомбард, 25 канонерських човнів, двох яхт і трьох транспортів. 9 серпня почалася інтенсивне бомбардування. Після дводенного артилерійського бою ескадра пішла від Свеаборга, втративши кілька мортирних кораблів і зробивши незначні пожежі і руйнування в фортеці. Гарнізон фортеці втратив убитими нижніх чинів 44, пораненими 110, штаб-офіцерів два, обер-офіцерів 3, контужений — штаб-офіцерів 4, обер-офіцерів 12, нижніх чинів 18.
Після Кримської війни в фортеці проведена реконструкція, побудовані нові укріплення та артилерійські позиції, встановлені сучасніші гармати. На початку XX століття у Свеаборзі було близько 1500 жителів, не рахуючи гарнізону. Сполучення з Гельсингфорсом підтримувалося влітку маленькими пароплавами. У фортеці розташовувалися Станція російського військового флоту, доти, арсенали, матроська школа, казарми, цейхгаузи, порохові погреби, резервуари прісної води, а також православна церква. 1906 року у фортеці відбулося велике повстання.
Під час Першої світової війни в околицях Гельсингфорса була побудована лінія оборонних споруд. Частково вона розташовувалася і на островах. Метою створення фортеці було забезпечення безпеки військово-морської бази Балтійського флоту Російської імперії, захисту Гельсингфорса та захисту підходів до Санкт-Петербургу від можливого німецького вторгнення.
Стара фортеця (де був розташований штаб) вже не була здатна забезпечити достатній рівень захисту, тому головний оборонний рубіж був винесений далеко за межі старої фортеці. Нові батареї берегової артилерії були побудовані на віддалених островах, що захищають Свеаборг з моря, в той час як укріплені лінії, побудовані в околицях Гельсиндорфу, повинні були зупинити будь-які спроби нападу на суші. Фортеця Свеаборг була ще недобудована у 1917 році, коли через Лютневу революцію більша частина будівельних робіт була зупинена. Деякі будівельні роботи все-таки проводилися протягом 1917 року, але після Жовтневого перевороту будівництво зупинилося повністю.

### Незалежна Фінляндія
Після проголошення незалежності Фінляндії частина укріплень була використана в ході фінської громадянської війни. Під час громадянської війни в Фінляндії (літо 1918) у фортеці був концтабір для фінських червоногвардійців. Фортеця була перейменована у Суоменлінна («Фінська фортеця»).
Прибережні зміцнення згодом перейшли до Фінляндії і застосовувалися для захисту Гельсінкі, а укріплення на суші були переважно кинуті і роззброєні. 1933 року у фортеці вибухнув склад боєприпасів, загинуло 12 осіб. Артилерія що знаходилася у фортеці використовувалася Фінляндією до кінця Другої світової війни. Під час війни 1941—1944 років фортецю кілька разів бомбила радянська авіація.
З літа 1941 по осінь 1944 року на військово-морській базі Суоменлінна базувалися німецькі катерні флотилії. 1941 року прибула 1-ша флотилія. Наприкінці липня 1944 року в Суоменлінна перебазувалася 5-та флотилія (колишня 11-та флотилія торпедних катерів, сформована у Засніці в травні 1944 року).
Після війни частина острівних батарей дісталася СРСР, проте пізніше була повернена Фінляндії. 1973 року застаріла фортеця була передана цивільній владі. Острови стали одним з районів Гельсінкі.

## Пам'ятки
На початок ХХІ сторіччя фортеця Свеаборг є однією з основних визначних пам'яток Гельсінкі, вона з 1991 року внесена до списку світової спадщини ЮНЕСКО. На островах колишньої фортеці розташовується кілька музеїв, військово-морська академія фінського флоту і в'язниця полегшеного режиму, ув'язнені якої працюють на підтримання фортеці в порядку. У складі укріплень — численна артилерія часів розвитку фортеці.
Вхід в саму фортецю вільний, платити треба тільки при відвідуванні музеїв. Екскурсії організовуються «Товариством Еренсверда» (фін. Ehrensvärd-seura)
Музеї:

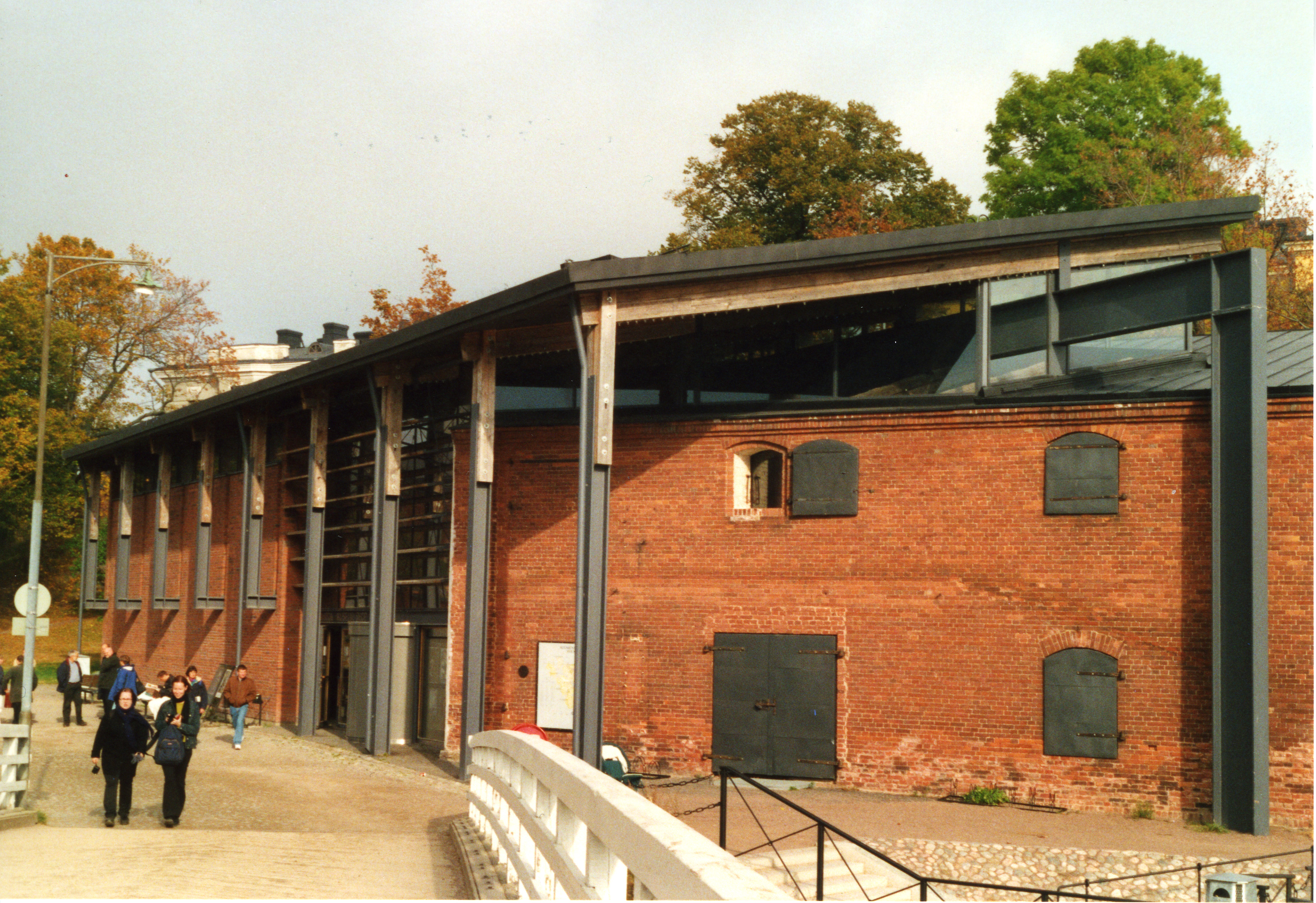
Музей Суоменлінни

- музей Суоменліна (фін. Suomenlinna-museo). У музеї знаходяться унікальні екземпляри дореволюційної артилерії Російської імперії — збереглися 6-дюймова облогова гармата зразка 1904 та інші гармати.
- музей Еренсвярда (фін. Ehrensvärd-museo)
- музей іграшки в Суоменліна (фін. Suomenlinnan Lelumuseo)[8]
- військовий музей Манеж (фін. Suomenlinnan Lelumuseo) — музей радянсько-фінської і другої світової воєн.
- підводний човен «Весікко»
- митний музей (фін. Tullimuseo). Вхід безкоштовний.

На території фортеці на острові Ісо Мустасаарі працює хостел Hostel Suomenlinna
З 2016 року стануть доступними для туризму два острови з залишками військових укріплень — Валлісаарі (Олександрівський) і Кунінкаансаарі.

## Транспорт
|                      |                          |
| Пором Suomenlinna II | «Водний автобус» JT-Line |

Пороми між Гельсінкі і Суоменлінна входять в службу міського транспорту Гельсінкі (HSL здійснює перевезення спільно з Suomenlinnan Liikenne Oy). Пороми вирушають від Ринкової площі (Кауппаторі) з 6 ранку до 2:20 ночі з інтервалами від 40 хвилин до однієї години. Час у дорозі — 15 хвилин.
Влітку з сусіднього пірсу відходять також «водні автобуси» JT-Line. Квиток туди-назад на травень 2015 коштує 7,00 €. Володарі «Helsinki card» можуть користуватися поромом і відвідувати всі музеї у фортеці безкоштовно. Власну яхту можна припаркувати в гостьовому порту на острові Сусісаарі, але тільки за наявності вільних місць.

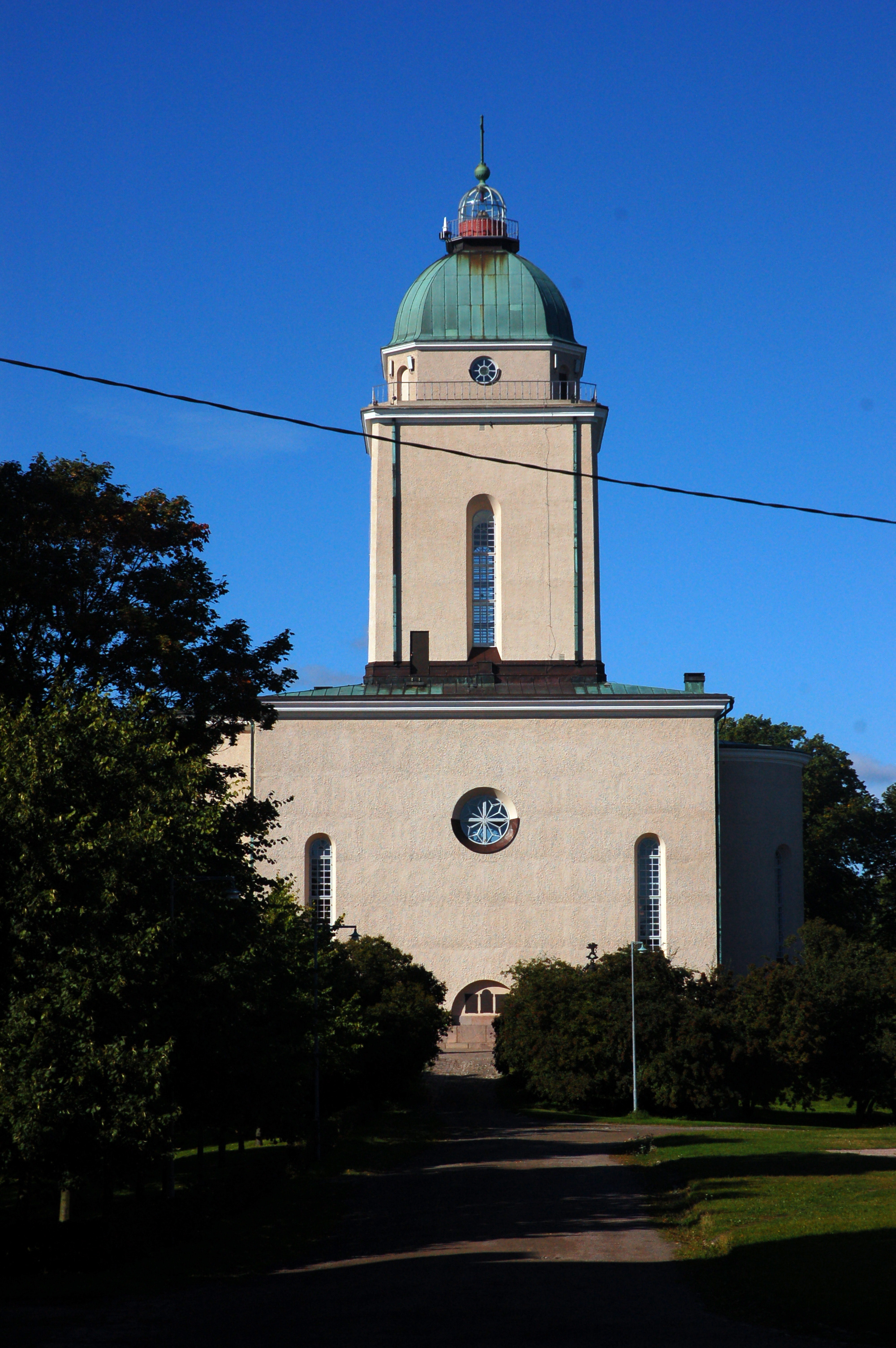
Колишня гарнізонна церква російських солдатів
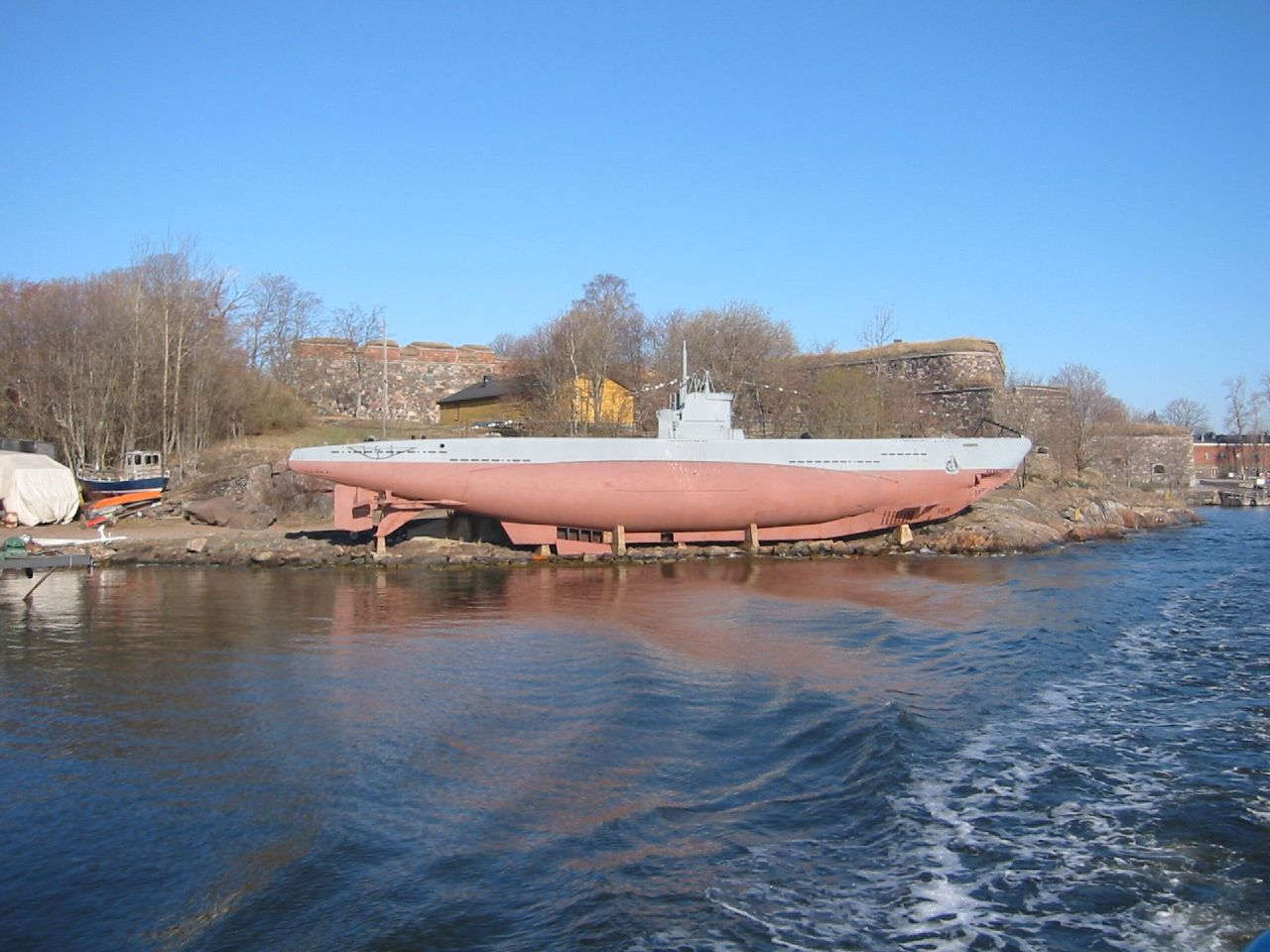
Підводний човен «Весікко»
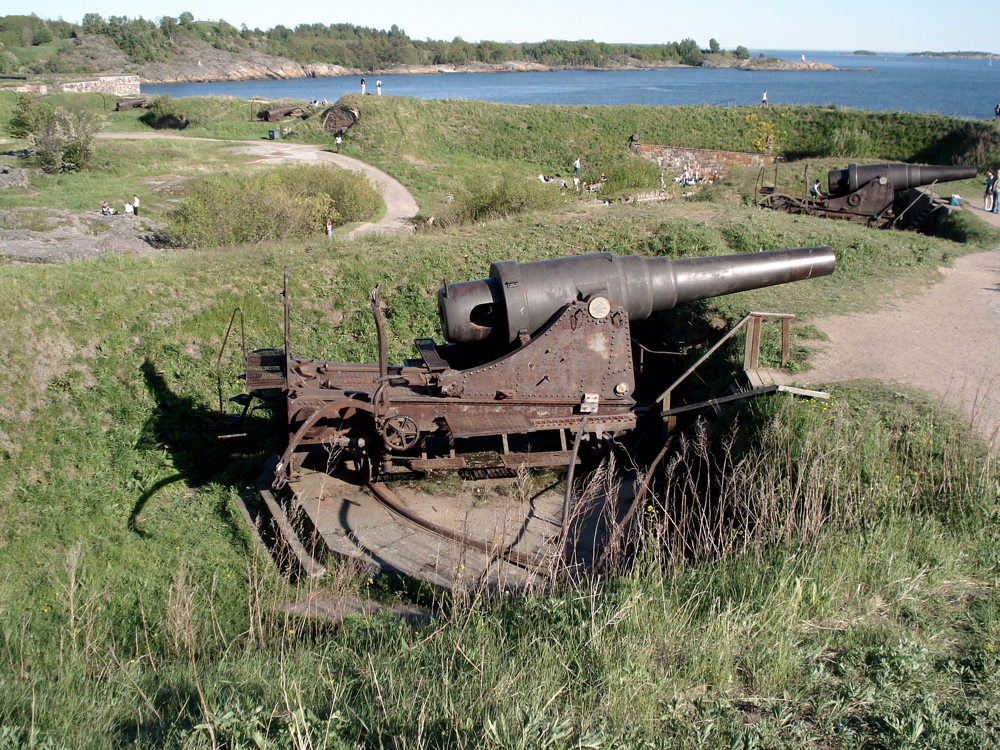
Гармати калібром 28 см (11 дюймів), виготовлені на Пермському стале-гарматному заводі у 1870 році
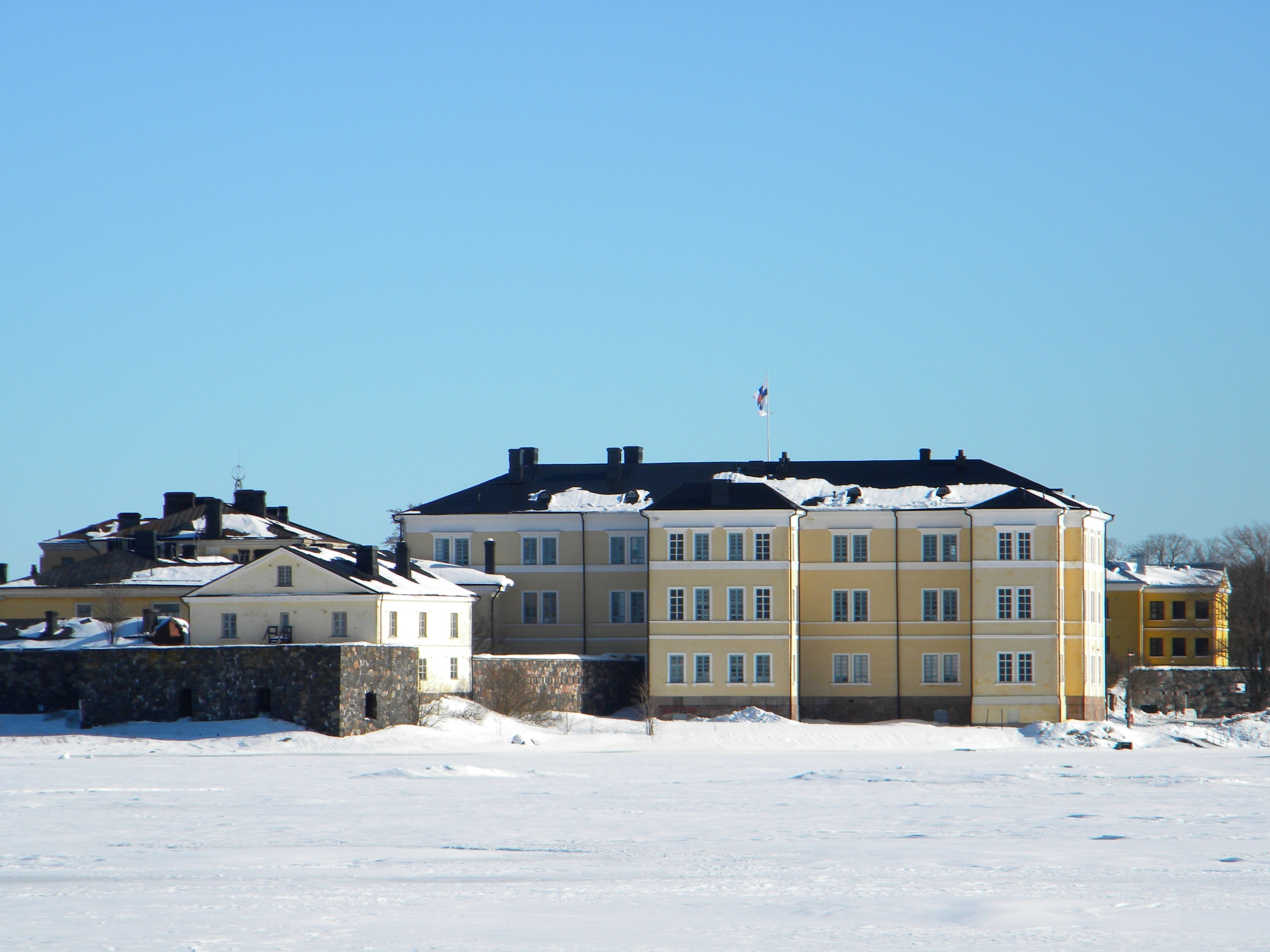
Військово-морська академія флоту Фінляндії
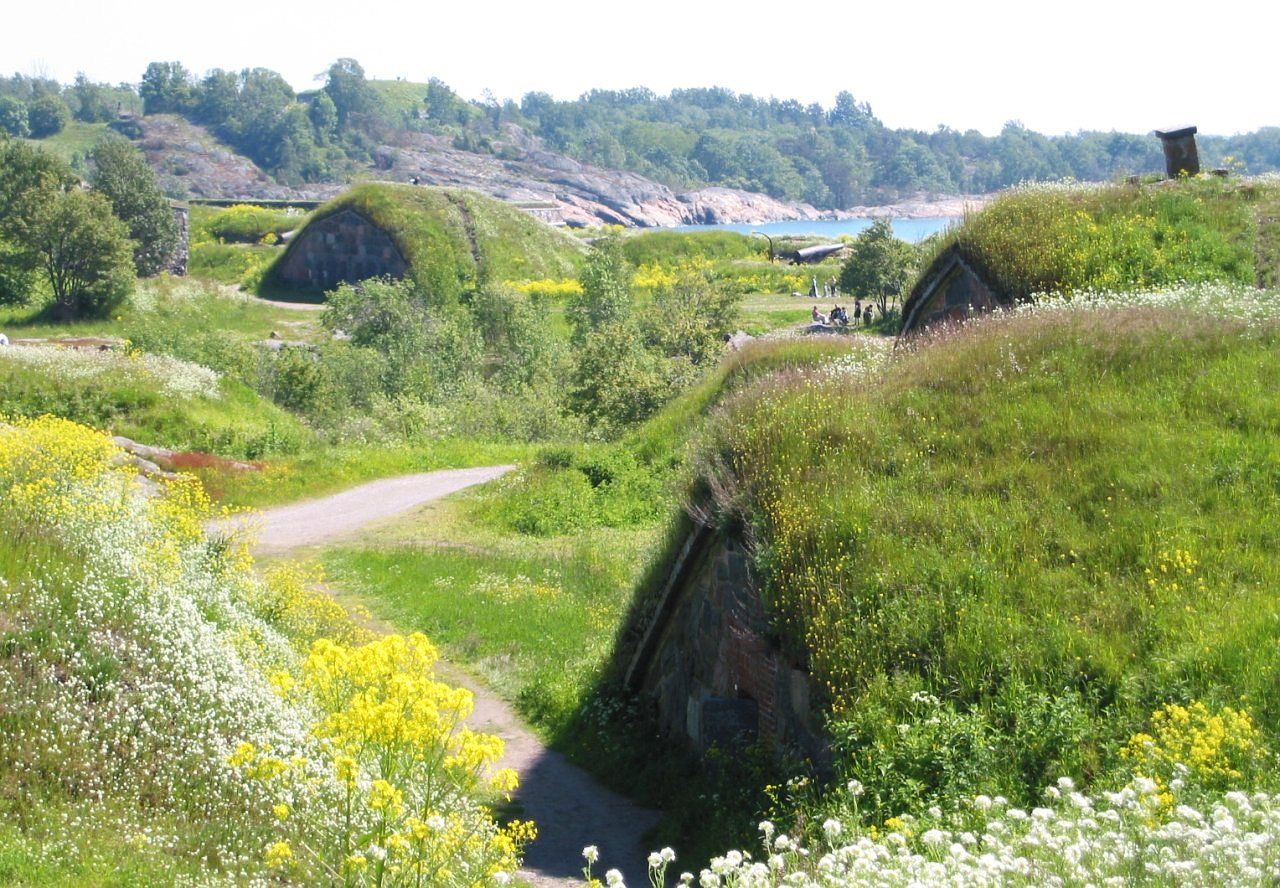
Склади боєприпасів позаду гармат у Суоменлінні

## Ресурси Інтернету
- Suomenlinna official site [Архівовано 6 січня 2016 у Wayback Machine.]
- Suomenlinna Historical Society Official Site [Архівовано 14 серпня 2020 у Wayback Machine.]
- Photographs from Suomenlinna [Архівовано 29 березня 2006 у Wayback Machine.]
- Fortifications of Suomenlinna [Архівовано 7 червня 2011 у Wayback Machine.]
- More information on Suomenlinna
- Panoramic view of the King's Gate in Suomenlinna [Архівовано 4 травня 2007 у Wayback Machine.]
- Sveaborg at Northern Fortress [Архівовано 16 жовтня 2021 у Wayback Machine.]
- Suomenlinna Video
- Picturesque walking tour at Suomenlinna
- Link to satellite imagery of fortifications at Suomenlinna, via Google